# Belver (Gavião)
Belver es una freguesia portuguesa del concelho de Gavião, con 69,71 km² de superficie y 900 habitantes (2001). Su densidad de población es de 12,9 hab/km².

## Galería

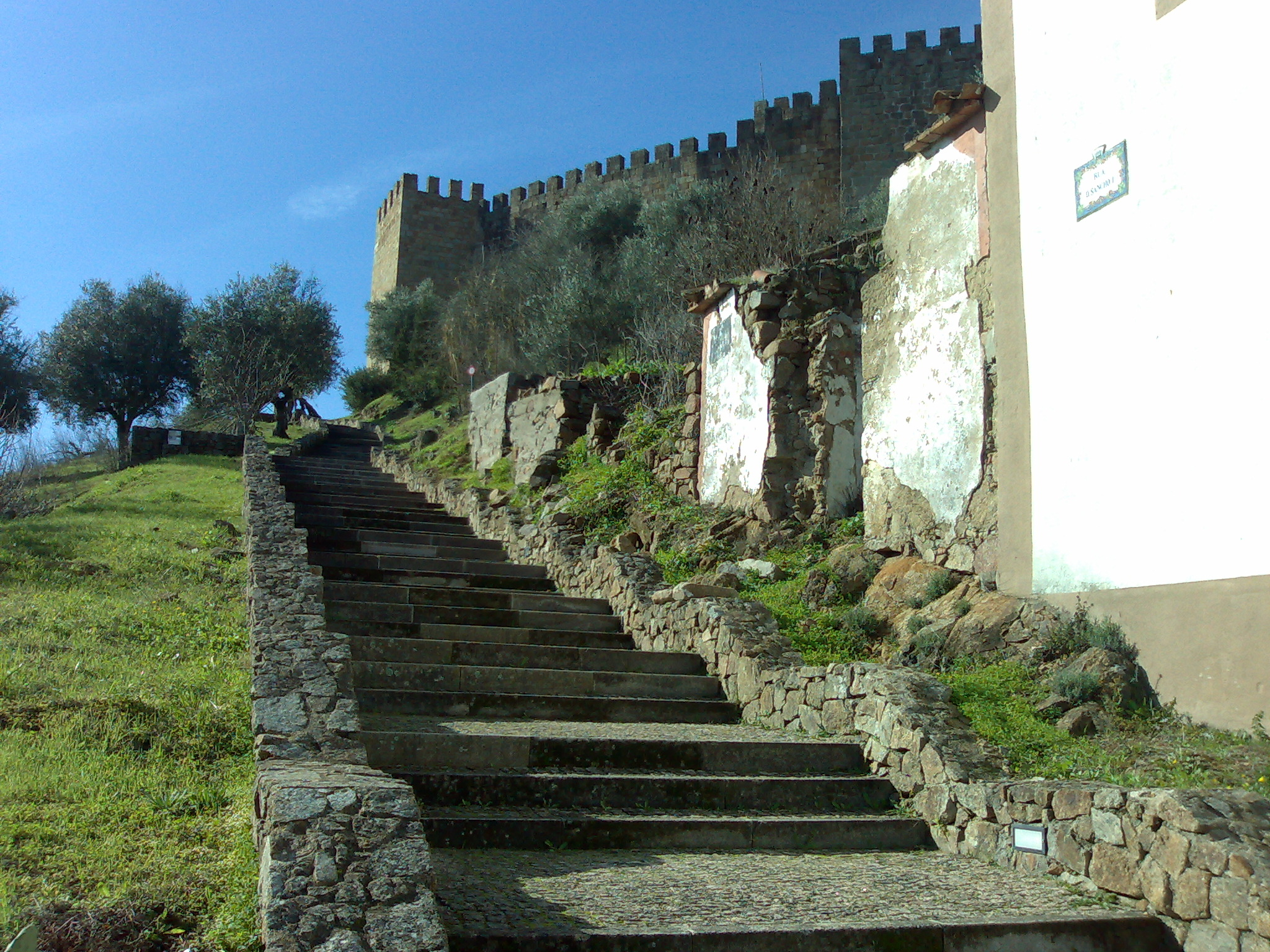
Calle de D. Sancho I y escalera de acesso al castillo de Belver.